# Sagittaria graminea
Sagittaria graminea là một loài thực vật có hoa trong họ Alismataceae. Loài này được Michx. miêu tả khoa học đầu tiên năm 1803.